# Confinamiento magnético
El confinamiento magnético consiste en contener material en estado de plasma dentro de una botella magnética, que es un campo magnético al que le hemos dado una forma determinada para que las partículas positivas o negativas que componen nuestro plasma se queden dentro de dicha botella. 
Esto se consigue gracias a la fuerza de Lorentz, que nos dice que una partícula cargada que se mueve dentro de un campo magnético experimenta una fuerza perpendicular al vector del campo magnético y al vector desplazamiento, con lo que conseguimos que la partícula no abandone el campo.
El estado de plasma es un estado de agregación de la materia en el que la agitación térmica es capaz de vencer la atracción eléctrica que sufren los electrones por los núcleos atómicos.
El confinamiento magnético es útil porque nos permite calentar materia a temperaturas donde ningún recipiente material se mantendría en estado sólido.
Este fenómeno también se encuentra en la naturaleza en los llamados cinturones de Van Allen que nos protegen del viento solar.